# Kremlin Cup 2019
Kremlin Cup 2019, oficiálně se jménem sponzora VTB Kremlin Cup 2019, byl společný tenisový turnaj mužského okruhu ATP Tour a ženského okruhu WTA Tour, poprvé hraný na krytých dvorcích s tvrdým povrchem Ledového paláce Krylatskoje. Konal se mezi 14. až 20. říjnem 2019 v ruském hlavním městě Moskvě jako třicátý ročník mužského a dvacátý čtvrtý ročník ženského turnaje.
Mužská polovina se řadila do páté nejvyšší kategorie okruhu ATP Tour 250 a její dotace činila 922 520 dolarů. Ženská část měla rozpočet 1 032 000 dolarů a stala se součástí kategorie WTA Premier.
Nejvýše nasazenými hráči v singlových soutěžích se stali – po odstoupení Medveděva – devátý tenista světa Karen Chačanov z Ruska a mezi ženami ukrajinská světová čtyřka Elina Svitolinová. Jako poslední přímí účastníci do dvouher nastoupili 87. hráč žebříčku Thomas Fabbiano z Itálie a v ženské části pak 97. tenistka žebříčku Ruska Natalja Vichljancevová.
Druhý singlový titul na okruhu ATP Tour vybojoval  moskevský rodák Andrej Rubljov. Čtvrtou trofej z dvouhry okruhu WTA Tour získala 22letá Belinda Bencicová. Premiérovou párovou trofej z mužské čtyřhry ATP si odvezla brazilsko-nizozemská dvojice Marcelo Demoliner a Matwé Middelkoop. Druhé společné turnajové vítězství v ženské čtyřhře WTA získaly Japonky Šúko Aojamová a Ena Šibaharaová.

## Distribuce bodů a finančních odměn

### Distribuce bodů
| Soutěž         | vítězové | finalisté | semifinalisté | čtvrtfinalisté | 16 v kole | 32 v kole | Q  | Q3 | Q2 | Q1 |
| -------------- | -------- | --------- | ------------- | -------------- | --------- | --------- | -- | -- | -- | -- |
| dvouhra mužů   | 250      | 150       | 90            | 45             | 20        | 0         | 12 | —  | 6  | 0  |
| mužská čtyřhra | 250      | 150       | 90            | 45             | 20        | 0         | —  | —  | —  | —  |
| ženská dvouhra | 470      | 305       | 185           | 100            | 55        | 1         | 25 | 18 | 13 | 1  |
| ženská čtyřhra | 470      | 305       | 185           | 100            | 1         | —         | —  | —  | —  | —  |

### Finanční odměny
| Soutěž                                  | vítězové | finalisté | semifinalisté | čtvrtfinalisté | 16 v kole | 32 v kole | Q3     | Q2     | Q1     |
| --------------------------------------- | -------- | --------- | ------------- | -------------- | --------- | --------- | ------ | ------ | ------ |
| dvouhra mužů                            | $144 830 | $78 310   | $43 250       | $24 575        | $14 130   | $8 465    | —      | $4 095 | $2 045 |
| čtyřhra mužů                            | $47 520  | $24 350   | $13 200       | $7 550         | $4 420    | —         | —      | —      | —      |
| dvouhra žen                             | $180 520 | $96 400   | $51 490       | $27 680        | $14 840   | $9 420    | $4 230 | $2 250 | $1 125 |
| čtyřhra žen                             | $56 465  | $30 165   | $16 485       | $8 390         | $4 555    | —         | —      | —      | —      |
| Ve čtyřhrách jsou částky uvedeny na pár |          |           |               |                |           |           |        |        |        |

## Dvouhra mužů

### Nasazení
| Stát                         | Hráč              | ATP | Nasazení |
| ---------------------------- | ----------------- | --- | -------- |
| Rusko                        | Daniil Medveděv   | 4.  | 1.       |
| Rusko                        | Karen Chačanov    | 9.  | 2.       |
| Chorvatsko                   | Marin Čilić       | 25. | 3.       |
| Srbsko                       | Dušan Lajović     | 31. | 4.       |
| Chile                        | Cristian Garín    | 32. | 5.       |
| Rusko                        | Andrej Rubljov    | 33. | 6.       |
| Francie                      | Adrian Mannarino  | 44. | 7.       |
| Srbsko                       | Miomir Kecmanović | 50. | 8.       |
| Žebříček ATP k 7. říjnu 2019 |                   |     |          |

### Jiné formy účasti
Následující hráčí obdrželi divokou kartu do hlavní soutěže:
- Alen Avidzba
- Jevgenij Donskoj
- Alibek Kačmazov

Následující hráči postoupili z kvalifikace:
- Artem Dubrivnyj
- Damir Džumhur
- Jegor Gerasimov
- Lukáš Rosol

Následující hráč postoupil do hlavní soutěže jako tzv. šťastný poražený:
- Nikola Milojević

### Odhlášení
před zahájením turnaje
- Daniil Medveděv

## Mužská čtyřhra

### Nasazení
| Stát                                                                    | Hráč              | Stát               | Hráč             | ATP  | Nasazení |
| ----------------------------------------------------------------------- | ----------------- | ------------------ | ---------------- | ---- | -------- |
| Chorvatsko                                                              | Nikola Mektić     | Chorvatsko         | Franko Škugor    | 39.  | 1.       |
| Spojené království                                                      | Jamie Murray      | Spojené království | Neal Skupski     | 41.  | 2.       |
| Nový Zéland                                                             | Marcus Daniell    | Rakousko           | Philipp Oswald   | 93.  | 3.       |
| Brazílie                                                                | Marcelo Demoliner | Nizozemsko         | Matwé Middelkoop | 114. | 4.       |
| Žebříček ATP k 7. říjnu 2019; číslo je součtem umístění obou členů páru |                   |                    |                  |      |          |

### Jiné formy účasti
Následující páry obdržely divokou kartu do hlavní soutěže:
- Savrijan Danilov /  Roman Safiullin
- Jevgenij Donskoj /  Andrej Rubljov

## Ženská dvouhra

### Nasazení
| Stát                         | Hráčka                   | WTA | Nasazení |
| ---------------------------- | ------------------------ | --- | -------- |
| Ukrajina                     | Elina Svitolinová        | 4.  | 1.       |
| Nizozemsko                   | Kiki Bertensová          | 8.  | 2.       |
| Švýcarsko                    | Belinda Bencicová        | 10. | 3.       |
| Chorvatsko                   | Donna Vekićová           | 21. | 4.       |
| Ukrajina                     | Dajana Jastremská        | 23. | 5.       |
| Lotyšsko                     | Anastasija Sevastovová   | 25. | 6.       |
| Řecko                        | Maria Sakkariová         | 30. | 7.       |
| Rusko                        | Jekatěrina Alexandrovová | 35. | 8.       |
| Žebříček WTA k 7. říjnu 2019 |                          |     |          |

### Jiné formy účasti
Následující hráčky obdržely divokou kartu do hlavní soutěže:
- Belinda Bencicová
- Anna Kalinská

Následující hráčky postoupily z kvalifikace:
- Jana Čepelová
- Kirsten Flipkensová
- Varvara Gračovová
- Kaia Kanepiová

### Odhlášení
před zahájením turnaje
- Simona Halepová → nahradila ji  Ons Džabúrová
- Johanna Kontaová → nahradila ji  Světlana Kuzněcovová
- Anett Kontaveitová → nahradila ji  Anastasija Potapovová
- Petra Kvitová → nahradila ji  Polona Hercogová
- Garbiñe Muguruzaová → nahradila ji  Kristina Mladenovicová
- Markéta Vondroušová → nahradila ji  Veronika Kuděrmetovová

## Ženská čtyřhra

### Nasazení
| Stát                                                                    | Hráčka              | Stát    | Hráčka                   | WTA | Nasazení |
| ----------------------------------------------------------------------- | ------------------- | ------- | ------------------------ | --- | -------- |
| Maďarsko                                                                | Tímea Babosová      | Francie | Kristina Mladenovicová   | 4.  | 1.       |
| Kanada                                                                  | Gabriela Dabrowská  | Česko   | Kateřina Siniaková       | 16. | 2.       |
| Belgie                                                                  | Kirsten Flipkensová | USA     | Bethanie Mattek-Sandsová | 50. | 3.       |
| Chorvatsko                                                              | Darija Juraková     | Polsko  | Alicja Rosolská          | 67. | 4.       |
| Žebříček WTA k 7. říjnu 2019; číslo je součtem umístění obou členů páru |                     |         |                          |     |          |

### Jiné formy účasti
Následující pár obdržel divokou kartu do hlavní soutěže:
- Alina Čarajevová /  Sofja Lansereová

## Přehled finále

### Mužská dvouhra
- Andrej Rubljov  vs.  Adrian Mannarino, 6–4, 6–0

### Ženská dvouhra
- Belinda Bencicová vs.  Anastasija Pavljučenkovová, 3–6, 6–1, 6–1

### Mužská čtyřhra
- Marcelo Demoliner /  Matwé Middelkoop vs.  Simone Bolelli /  Andrés Molteni, 6–1, 6–2

### Ženská čtyřhra
- Šúko Aojamová /  Ena Šibaharaová vs.  Kirsten Flipkensová /  Bethanie Matteková-Sandsová, 6–2, 6–1